# Arsinoe III
Arsìnoe Filopàtore (in greco antico: Ἀρσινόη Φιλοπάτωρ?, Arsinòē Philopàtōr; 246/245 a.C. – 204 a.C.), chiamata nella storiografia moderna Arsinoe III, è stata una regina egizia appartenente al periodo tolemaico.

## Biografia

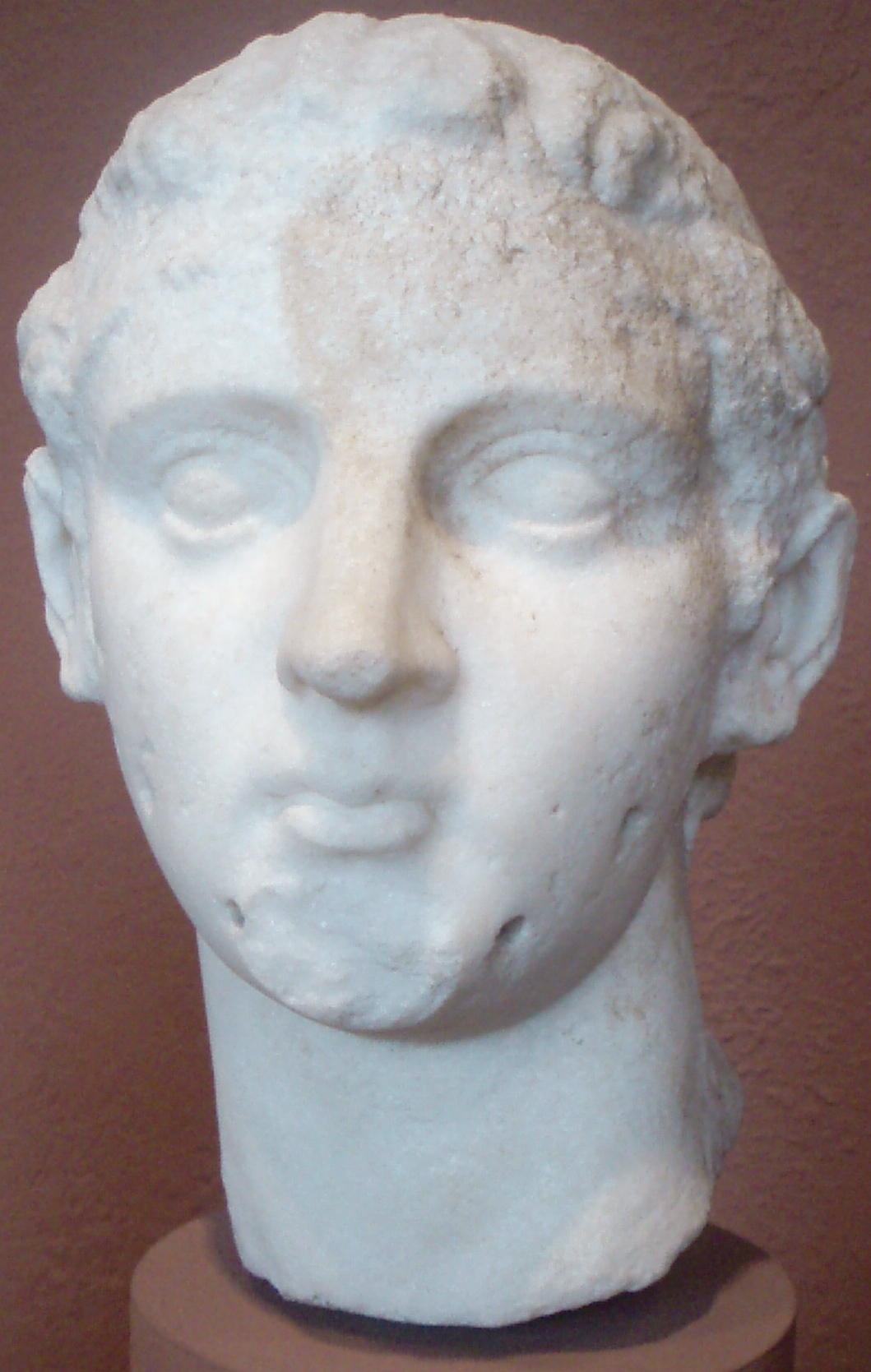
Testa di Tolomeo IV Filopatore, fratello e marito di Arsinoe III (Museum of Fine Arts, Boston)

### Origini familiari
Arsinoe era figlia di Tolomeo III Evergete, terzo sovrano dell'Egitto tolemaico, e di Berenice II, figlia del re di Cirene Magas. Era quindi sorella maggiore di Tolomeo IV, Lisimaco, Alessandro, Magas e Berenice.

### Regina consorte (222/220-204 a.C.)
Alla fine del 222 a.C. Tolomeo III morì, lasciando il regno al figlio maggiore Tolomeo IV Filopatore; questi sposò la sorella maggiore Arsinoe III in una data sconosciuta tra la propria ascesa al trono e l'autunno del 220 a.C. Nel 217 a.C. la regina accompagnò il marito durante la quarta guerra siriaca e prese parte alla battaglia di Rafah. Nel 210 a.C. nacque l'unico figlio della coppia, Tolomeo V.
Il re e la regina morirono negli stessi giorni nell'estate del 204 a.C. in circostanze poco chiare e alla loro morte il regno passò al figlio, di cui diventarono reggenti i due potenti ministri Sosibio e Agatocle, forse implicati nella morte della regina.

## Arsinoe III nell'eredità storica culturale
Eratostene di Cirene scrisse un'opera intitolata Arsinoe dedicata ad Arsinoe III: si tratta di un dialogo filosofico in prosa di cui resta un solo frammento, che non può essere usato come fonte biografica in quanto la regina viene solamente presentata come espressione di un determinato pensiero filosofico.

## Ascendenza
|                 |         |                      | Genitori              |  |  | Nonni |  |  | Bisnonni  |  |  | Trisnonni |  |
|                 |         |                      |                       |  |  |       |  |  | Tolomeo I |  |  | Lago      |  |
|                 |         |                      |                       |  |  |       |  |  | Tolomeo I |  |  | Lago      |  |
|                 |         | Arsinoe di Macedonia |                       |  |  |       |  |  | Tolomeo I |  |  |           |  |
| Tolomeo II      |         |                      |                       |  |  |       |  |  | Tolomeo I |  |  |           |  |
|                 |         | Berenice I           | Magas di Macedonia    |  |  |       |  |  |           |  |  |           |  |
|                 |         | Berenice I           | Magas di Macedonia    |  |  |       |  |  |           |  |  |           |  |
|                 |         | Berenice I           | Antigone di Macedonia |  |  |       |  |  |           |  |  |           |  |
| Tolomeo III     |         | Berenice I           |                       |  |  |       |  |  |           |  |  |           |  |
|                 |         | Lisimaco             | Agatocle              |  |  |       |  |  |           |  |  |           |  |
|                 |         | Lisimaco             | Agatocle              |  |  |       |  |  |           |  |  |           |  |
|                 |         | Lisimaco             | …                     |  |  |       |  |  |           |  |  |           |  |
| Arsinoe I       |         | Lisimaco             |                       |  |  |       |  |  |           |  |  |           |  |
|                 |         | Nicea di Macedonia   | Antipatro             |  |  |       |  |  |           |  |  |           |  |
|                 |         | Nicea di Macedonia   | Antipatro             |  |  |       |  |  |           |  |  |           |  |
|                 |         | Nicea di Macedonia   | …                     |  |  |       |  |  |           |  |  |           |  |
| Arsinoe III     |         | Nicea di Macedonia   |                       |  |  |       |  |  |           |  |  |           |  |
|                 | Filippo | Aminta               |                       |  |  |       |  |  |           |  |  |           |  |
|                 | Filippo | Aminta               |                       |  |  |       |  |  |           |  |  |           |  |
|                 | Filippo | …                    |                       |  |  |       |  |  |           |  |  |           |  |
| Magas di Cirene | Filippo |                      |                       |  |  |       |  |  |           |  |  |           |  |
|                 |         | Berenice I           | Magas di Macedonia    |  |  |       |  |  |           |  |  |           |  |
|                 |         | Berenice I           | Magas di Macedonia    |  |  |       |  |  |           |  |  |           |  |
|                 |         | Berenice I           | Antigone di Macedonia |  |  |       |  |  |           |  |  |           |  |
| Berenice II     |         | Berenice I           |                       |  |  |       |  |  |           |  |  |           |  |
|                 |         | Antioco I            | Seleuco I             |  |  |       |  |  |           |  |  |           |  |
|                 |         | Antioco I            | Seleuco I             |  |  |       |  |  |           |  |  |           |  |
|                 |         | Antioco I            | Apama I               |  |  |       |  |  |           |  |  |           |  |
| Apama II        |         | Antioco I            |                       |  |  |       |  |  |           |  |  |           |  |
|                 |         | Stratonice di Siria  | Demetrio I Poliorcete |  |  |       |  |  |           |  |  |           |  |
|                 |         | Stratonice di Siria  | Demetrio I Poliorcete |  |  |       |  |  |           |  |  |           |  |
|                 |         | Stratonice di Siria  | Fila                  |  |  |       |  |  |           |  |  |           |  |
|                 |         | Stratonice di Siria  |                       |  |  |       |  |  |           |  |  |           |  |